# Myopathie
Die Myopathie (griechisch für „Muskelleiden“) oder Muskelerkrankung ist eine Erkrankung der Muskulatur. In aller Regel ist dabei, mit Ausnahme der Kardiomyopathie, die quergestreifte Skelettmuskulatur gemeint. Leitsymptom aller Myopathien ist eine Schwäche der Muskulatur. Bei reinen Myopathien ist die Sensibilität nie betroffen. Abzugrenzen von den Myopathien sind andere Krankheitsbilder, die ebenso mit einer Schwäche der Muskulatur einhergehen. Hierzu zählen Erkrankungen des Motoneurons (beispielsweise die Amyotrophe Lateralsklerose und die Spinale Muskelatrophie) sowie Erkrankungen der motorischen Endplatte (wie beispielsweise die Myasthenie und das Lambert-Eaton-Myasthenie-Syndrom).
Anamnese und Verteilungsmuster sind wichtig für die Diagnosefindung. Der klinische Verdacht auf das Vorliegen einer Myopathie kann unter anderem durch die Elektromyographie erhärtet und in einer Muskelbiopsie bestätigt werden. Zunehmend kommt molekulargenetischen Untersuchungen eine Bedeutung in der Primärdiagnostik zu.
Die Gruppe der Myopathien wird nach der ICD-10 in primäre Myopathien, Myopathien bei anderen Grunderkrankungen und sonstige Myopathien eingeteilt. Eine weitere wichtige Gruppe stellen die entzündlichen Myopathien dar.

## Primäre Myopathien
Als primäre Myopathien werden Erkrankungen bezeichnet, die primär auf einer Erkrankung der Muskulatur beruhen.
- Die Muskeldystrophien sind eine Gruppe primär degenerativer Muskelerkrankungen. Die beiden häufigsten Formen sind die Dystrophinopathien vom Typ Duchenne und der Typ Becker-Kiener. Weitere Muskeldystrophien sind die Gliedergürteldystrophien, die fazioskapulohumerale Muskeldystrophie, die okulopharyngeale Muskeldystrophie und die heterogene Gruppe der kongenitalen Muskeldystrophien.

- Myotone Syndrome sind Erkrankungen, die sich durch eine krankhaft verlängerte, tonische Muskelanspannung auszeichnen. Zu dieser Gruppe gehören die Myotone Dystrophie Typ 1 (Curschmann-Steinert), die Myotone Dystrophie Typ 2, die Myotonia congenita Thomsen, die Myotonia congenita Becker und die Paramyotonia congenita Eulenburg.

- Kongenitale Myopathien sind Muskelerkrankungen, die schon im Neugeborenenalter auffällig werden. Hierzu gehören Krankheitsbilder wie die Brody-Erkrankung, die Central-Core-Myopathie, die Multicore-Myopathie, die Myotubuläre Myopathie, die Nemalin-Myopathie, die Fingerprint-Body-Myopathie und die Myopathie mit kongenitaler Fasertypendisproportion.

- Mitochondrialen Myopathien liegt eine Mitochondriopathie, das heißt eine Störung des Energiestoffwechsels der Mitochondrien, zugrunde. Durch Mutationen in der Mitochondrien-DNA sind die Mitochondrien funktionell, strukturell oder numerisch verändert.
- Myofibrilläre Myopathien sind eine Gruppe von angeborenen Muskelerkrankungen, die meist erst im mittleren Erwachsenenalter auffällig werden. Bei ihnen führt ein struktureller Fehler in bestimmten Proteinen der Muskelzelle zum Verklumpen dieser Proteine und damit letztendlich zum Untergang der Muskelzelle.

## Myopathien bei anderen Grunderkrankungen
Myopathien können im Rahmen einer Vielzahl anderer Grunderkrankungen als Symptom auftreten, insbesondere:
- Myopathie bei Vitamin-D-Mangel[1]

- Myopathien, die bei endokrinen Erkrankungen (wie zum Beispiel der Hyperthyreose oder der Hypothyreose, dem Morbus Cushing oder beim Hyper- oder Hypoparathyreoidismus) auftreten, werden als endokrine Myopathien bezeichnet.

- Myopathien können bei Stoffwechselerkrankungen auftreten. Insbesondere Störungen des Energiestoffwechsels machen sich aufgrund des hohen Energiebedarfs häufig in der Muskulatur bemerkbar. Wichtige Erkrankungen sind die Glykogenspeicherkrankheiten und die Gruppe der Lipidspeicherkrankheiten.

- Nutritive Myopathien bei Mangelerkrankungen wie zum Beispiel dem Selenmangel.

## Sonstige Myopathien
In dieser Gruppe werden sonstige durch exogene Substanzen ausgelöste Myopathien zusammengefasst.
- Arzneimittelinduzierte Myopathie als durch Medikamente (wie zum Beispiel durch Statine, Cortison oder Colchicin) verursachte Myopathien.

- Alkoholmyopathie bei der Alkoholkrankheit.

- Toxische Myopathien sind Myopathien, die durch eine Schädigung durch exogene Toxine (Giftstoffe) ausgelöst werden.

## Entzündliche Myopathien
Entzündliche Myopathien können im Rahmen von Autoimmunerkrankungen auftreten oder erregerbedingt sein.
- Autoimmunerkrankungen mit Beteiligung der Muskulatur sind u. a. die Polymyositis, die Dermatomyositis und die Einschlusskörpermyositis
- Ein Beispiel einer erregerbedingten entzündlichen Myositis ist die Trichinose.